# شاشة الصمام الثنائي الباعث للضوء

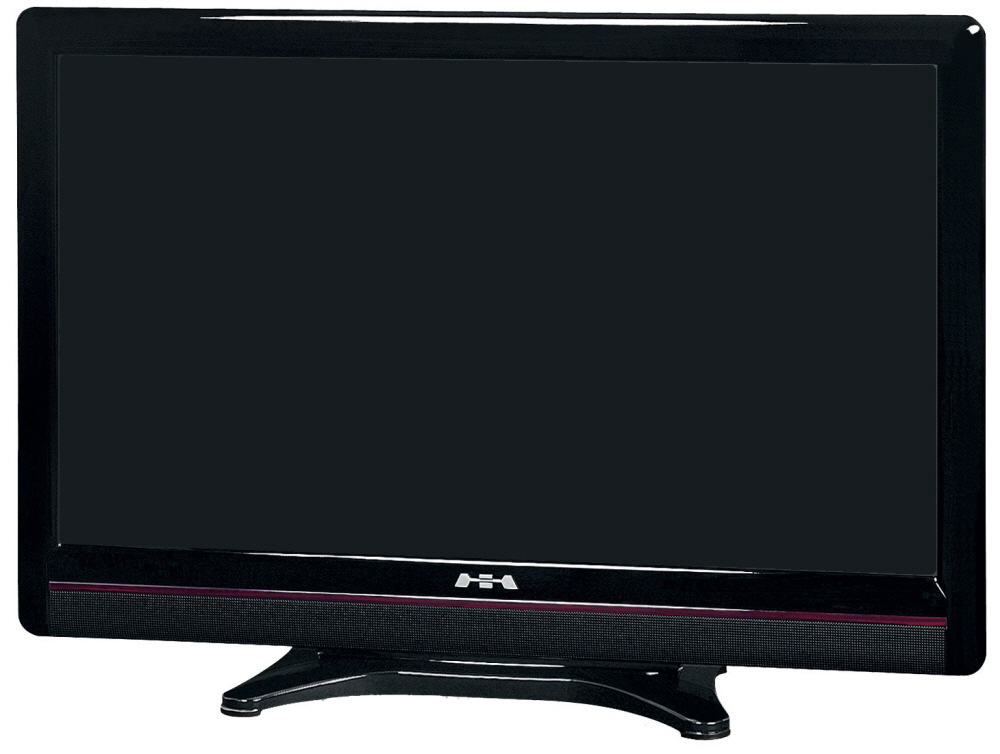
تلفزيون مطور بتقنية LED

شاشة الصمام الثنائي الباعث للضوء أو إل إي دي: (بالإنجليزية: LED - Light Emitting Diodes)‏ هي تقنية خاصة بأجهزة التلفاز المتطورة تم تحديثها مؤخرا 2010 -2011 لتناسب التطور الهائل والكبير لتكنولوجيا صناعة أجهزة التلفاز.
وتلفزيونات ثنائي باعث للضوء هي نفسها تلفزيونات ال LCD غير أن الاختلاف هو أن تلفزيونات LCD تستخدم تقنية ccfl في الإضاءة الخلفية أما تلفزيونات LED فتستخدم تقنية LED ونسبة لذلك سميت هذه التلفزيونات بهذا الاسم.

## مميزات LED
- أمكانية تصنيع تلفزيونات غاية في النحافة
- تباين عالي.
- لون أسود متوهج.
- زاوية مشاهدة أفضل.